# Gaylussacia
Gaylussacia är ett släkte av ljungväxter. Gaylussacia ingår i familjen ljungväxter.

## Bildgalleri

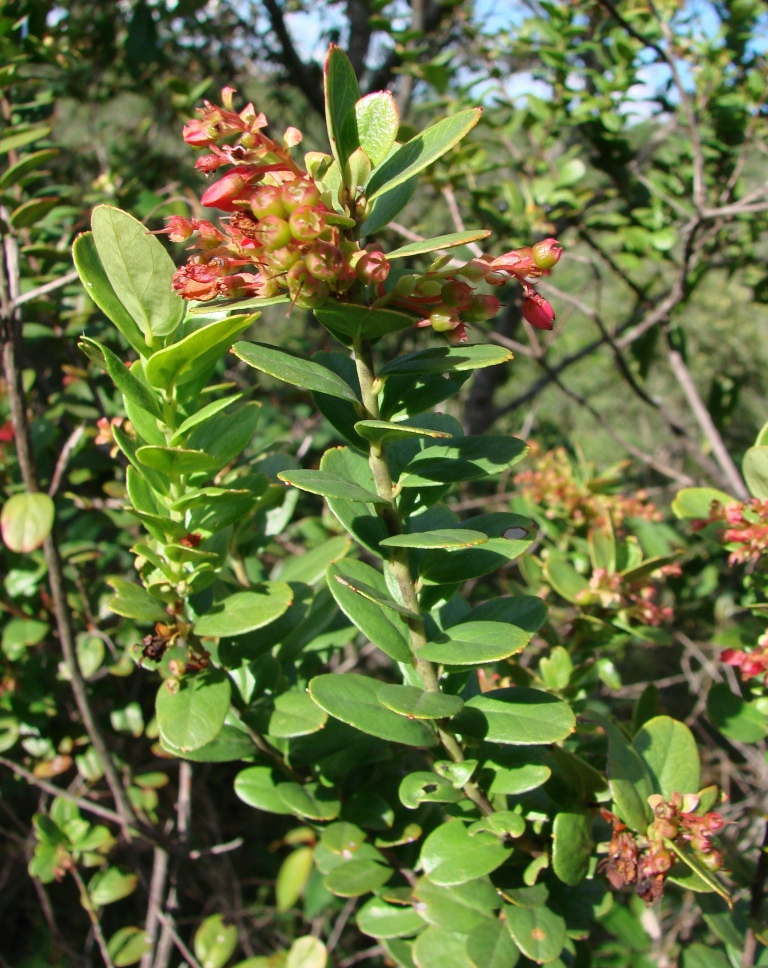

## Dottertaxa tillGaylussacia, i alfabetisk ordning[1]
- Gaylussacia amazonica
- Gaylussacia amoena
- Gaylussacia angulata
- Gaylussacia angustifolia
- Gaylussacia arassatubensis
- Gaylussacia baccata
- Gaylussacia bigeloviana
- Gaylussacia brachycera
- Gaylussacia brasiliensis
- Gaylussacia buxifolia
- Gaylussacia caparoensis
- Gaylussacia caratuvensis
- Gaylussacia cardenasii
- Gaylussacia centunculifolia
- Gaylussacia chamissonis
- Gaylussacia ciliosa
- Gaylussacia cinerea
- Gaylussacia decipiens
- Gaylussacia densa
- Gaylussacia duartei
- Gaylussacia dumosa
- Gaylussacia fasciculata
- Gaylussacia frondosa
- Gaylussacia gardneri
- Gaylussacia goyazensis
- Gaylussacia harleyi
- Gaylussacia incana
- Gaylussacia jordanensis
- Gaylussacia loxensis
- Gaylussacia luizae
- Gaylussacia martii
- Gaylussacia montana
- Gaylussacia mosieri
- Gaylussacia nana
- Gaylussacia oleifolia
- Gaylussacia pallida
- Gaylussacia paranaensis
- Gaylussacia pinifolia
- Gaylussacia pruinosa
- Gaylussacia pseudociliosa
- Gaylussacia pseudogaultheria
- Gaylussacia pulchra
- Gaylussacia reticulata
- Gaylussacia retivenia
- Gaylussacia retusa
- Gaylussacia rhododendron
- Gaylussacia riedelii
- Gaylussacia rigida
- Gaylussacia rugosa
- Gaylussacia rupestris
- Gaylussacia salicifolia
- Gaylussacia setosa
- Gaylussacia tomentosa
- Gaylussacia ursina
- Gaylussacia virgata
- Gaylussacia vitis-idaea